# تیتو لاریوا
تیتو لاریوا (به انگلیسی: Tito Larriva) (زاده ۱۹۵۳) خواننده ، ترانه‌سرا ، موسیقی‌دان، بازیگر مکزیکی-آمریکایی است.
از فیلم‌های معروف او می‌توان به بازی در فیلم او خیلی دوست داشتنیه، چشمان یک فرشته، تحت تعقیب اشاره کرد.